# 코레히도르섬

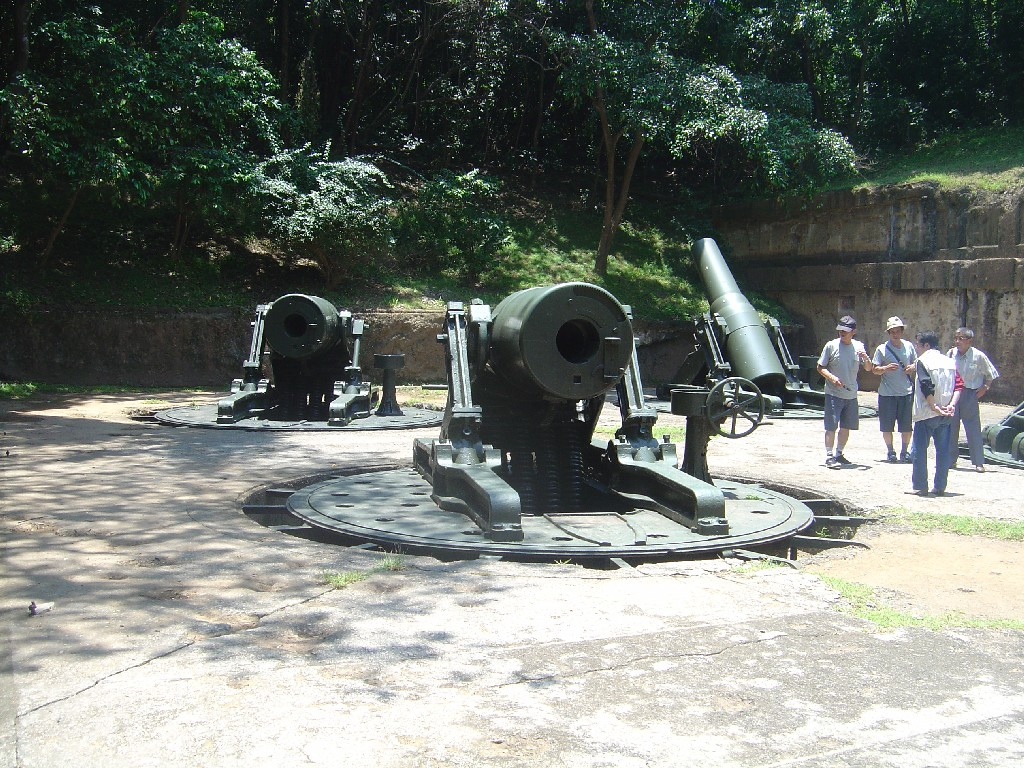
코레히도르섬의 포대 흔적(2005년 8월 촬영)

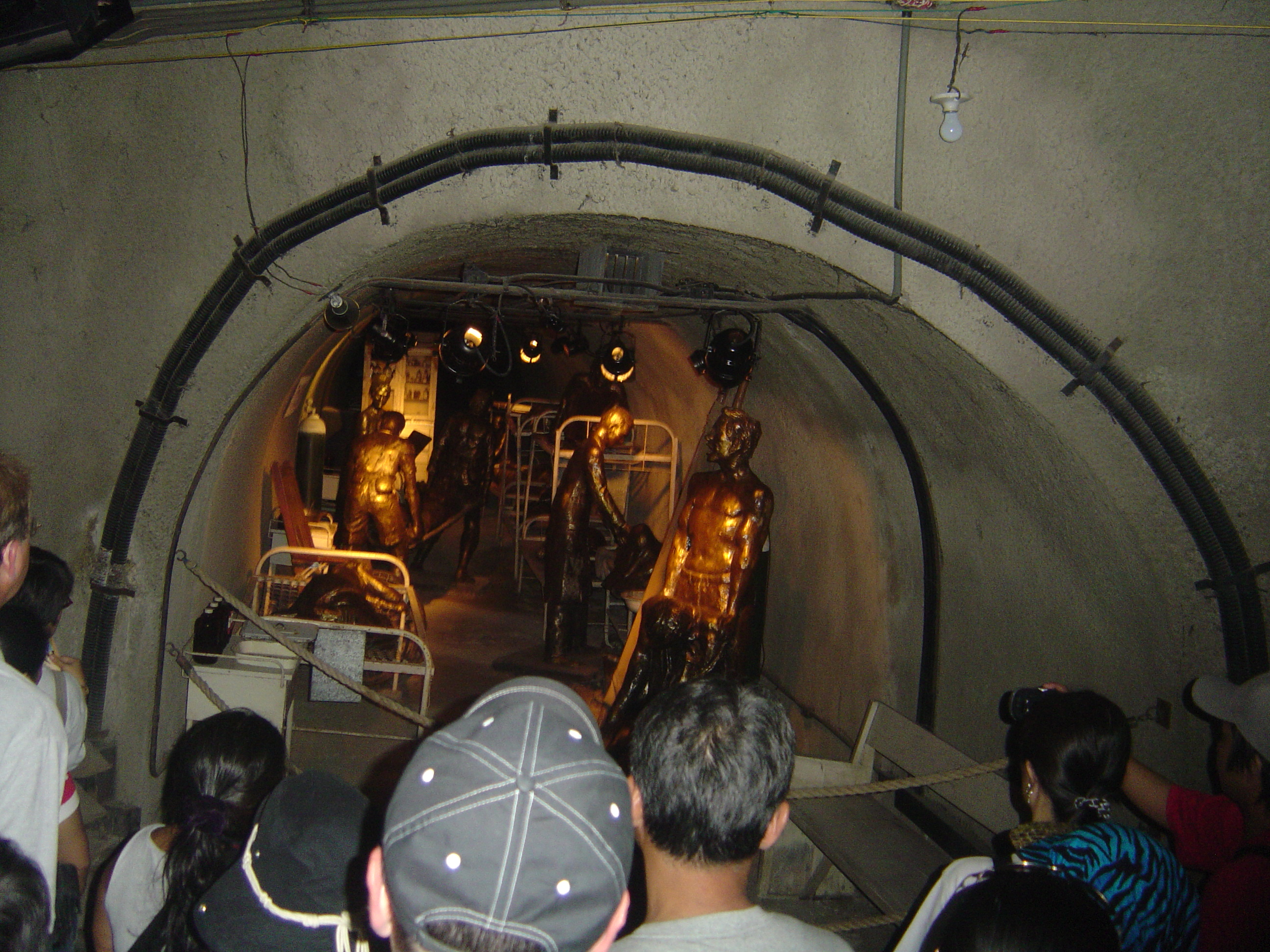
마린타 터널 내 전시실(2005년 8월 촬영)

코레히도르섬(Corregidor)은 필리핀, 루손섬 마닐라만의 입구에 떠 있는 작은 섬이다.
올챙이 모양을 한 코레히도르 섬은 마닐라 서쪽 48km 지점에 있다. 마닐라 만의 입구라는 지정학적, 전략적 위치로 인해 스페인의 도래 이후 약간 남쪽에 있는 카바요섬과 함께 마닐라를 바다로부터 보호하는 전략적 거점으로 이용되어 왔다. 섬의 넓이는 9km2이며, 행정 구역상 카비테주에 속해 있다.

## 역사
스페인 통치 시대, 코레히도르 섬에는 검문소가 놓여져 마닐라 만에 들어가는 선박의 검사가 이루어지고 있었다. (코레히도르라는 이름은 스페인어 "엄중하게 검사하기"에서 유래). 스페인-미국 전쟁의 결과로 필리핀 통치자가 미국으로 바뀌면서, 코레히도르는 1902년에 포트 밀스 기지가 세워져 전략적 요충지가 되었다. 미군은 대량의 콘크리트를 사용하여 거대한 대포를 설치하고 코레히도르 섬을 철벽의 해상 요새로 삼았다.
제2차 세계 대전 중인 1941년 12월에 일본군이 필리핀을 공격하면서 미국 극동 육군의 더글러스 맥아더 장군은 코레히도르에 사령부를 두고 방어전을 지휘했지만, 대통령의 지령에 의해 1942년 3월에 가족과 마누엘 케손 필리핀 대통령 등과 함께 호주로 도피했다. 1942년 4월에 바탄 반도의 미 대비 군은 항복했지만, 코레히도르 섬은 남아 싸움을 계속하고 1942년 5월 6일이 되어 코레히도르 수비대는 항복했다.
이후 코레히도르는 일본군의 점령 하에 있었지만, 1945년 전황이 미국을 포함한 연합국에 유리하게 역전되면서, 맥아더는 미군과 호주군에 의해 필리핀 일본군을 압도했다. 맥아더는 코레히도르 섬 탈환을 준비하였고, 1945년 2월 제 503 공수 연대 전투단의 공수 강하 작전에 의해 이 섬을 재점령하게 된다.
현재 코레히도르는 제2차 세계대전 중 무기와 요새 설비가 보존되어 있으며, 거대한 마린타 터널과 폐허가 된 막사 등을 포함한 유적이 남아 관광 명소가 되었다.

## 섬내의 주요 시설
- 제2차세계대전 기념관
- 마린타 터널
- 코레히도르 호텔

## 같이 보기
- 필리핀 전역 (1941년~1942년)